# Wyspa Skalista
Wyspa Skalista (także: Chwieja) – wyspa na jeziorze Solińskim położona we wschodniej części akwenu, około kilometra na południowy wschód od Bramy Teleśnickiej, na terenie gminy Solina, w Górach Sanocko-Turczańskich. Od południa sąsiaduje z Półwyspem Brosa i Zatoką Karpiową (Zimną). Jest jedną z trzech wysp na Jeziorze Solińskim, nie licząc Wyspy Okresowej.
Oś podłużnej wyspy, która ma kształt klina, skierowana jest z północnego wschodu na południowy zachód. Na brzegu zachodnim znajduje się plaża żwirowo-piaszczysta, natomiast brzeg wschodni stanowi trudno dostępne, strome urwisko. Wyspa ma długość 400 m i największą szerokość 100 m. Porasta ją las liściasty.
Nazwa Chwieja pochodzi od nazwiska pierwszego dyrektora Zespołu Elektrowni Wodnych Solina-Myczkowce. Stanowiła własność tego zakładu. Po okresie budowy pozostał niewielki barak, który był wykorzystywany w latach 80. XX wieku przez wędkarzy z Krakowa.